# Preston Rabb
Preston Rabb (26 gennaio 1993) è un ex giocatore di football americano e allenatore di football americano statunitense che ha giocato come quarterback.